# Všeradov
Všeradov je obec v okrese Chrudim v Pardubickém kraji. Žije zde 139 obyvatel.

## Název
Název vesnice je odvozen z osobního jména Všerad ve významnu Všeradův dvůr. V historických pramenech se objevuje ve tvarech: Wsseradow (1487), Wsseradow (1546, 1654), Wscheradow nebo Wsseradow (1789, 1837) a Všeradov (1848).

## Historie
První písemná zmínka o vesnici pochází z roku 1487.

## Obyvatelstvo
| Rok            | 1869 | 1880 | 1890 | 1900 | 1910 | 1921 | 1930 | 1950 | 1961 | 1970 | 1980 | 1991 | 2001 | 2011 | 2021 |
| -------------- | ---- | ---- | ---- | ---- | ---- | ---- | ---- | ---- | ---- | ---- | ---- | ---- | ---- | ---- | ---- |
| Počet obyvatel | 334  | 328  | 344  | 370  | 400  | 386  | 395  | 272  | 283  | 240  | 215  | 162  | 148  | 156  | 149  |
| Počet domů     | 51   | 51   | 50   | 50   | 63   | 65   | 74   | 70   | 70   | 62   | 54   | 74   | 76   | 84   | 81   |

## Obecní správa

### Části obce
- Všeradov
- Jasné Pole
- Milesimov

### Obecní symboly
Znak a vlajka byly obci uděleny rozhodnutím předsedy Poslanecké sněmovny Parlamentu České republiky dne 15. června 2015.

## Pamětihodnosti
- Venkovská usedlost čp. 10